# Приводний вал

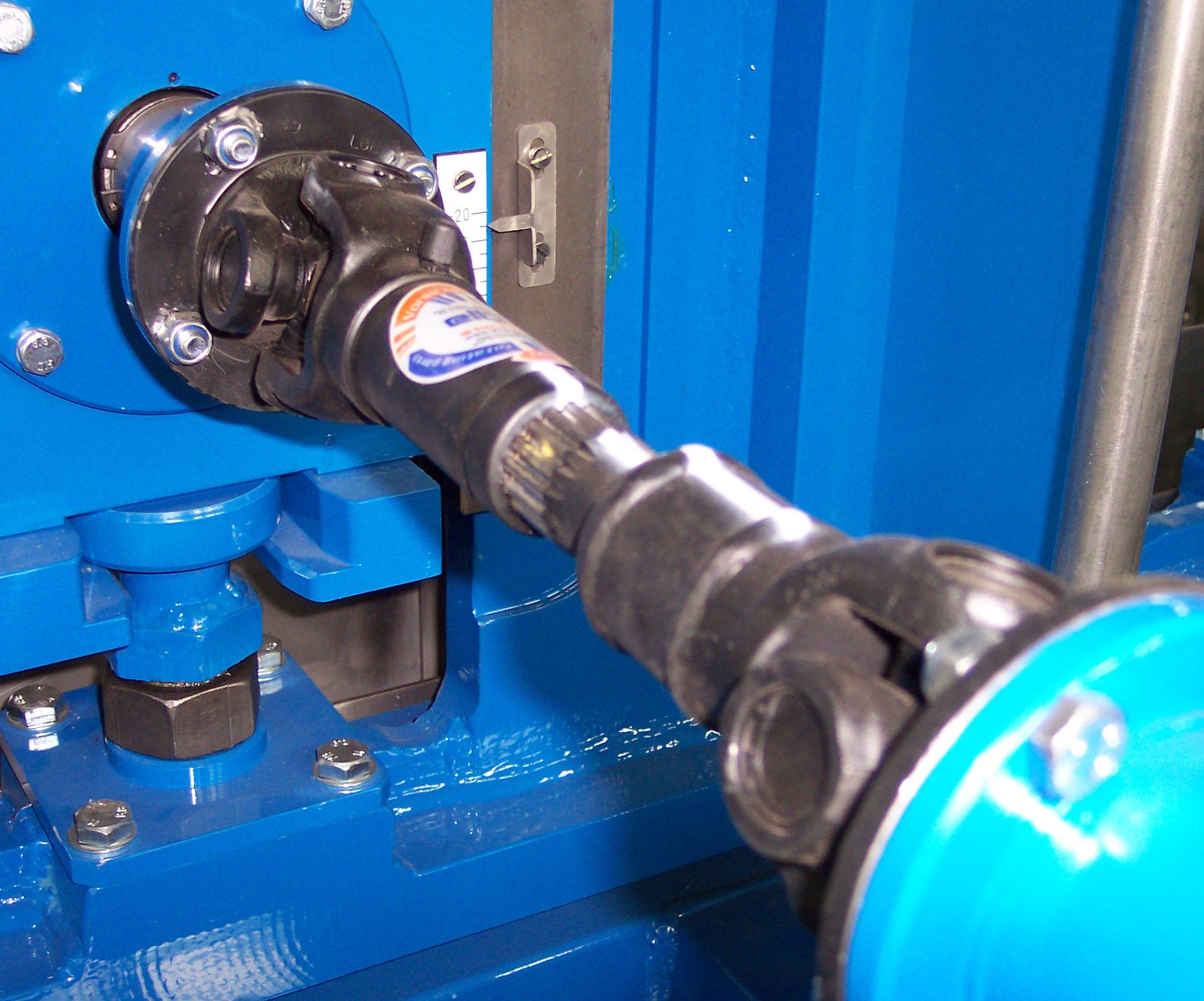
Приводний вал з карданними шарнірами і шліцьовим з'єднанням (карданний вал)

Приводний вал — елемент механічного транспортного засобу, вал для передачі механічного зусилля (крутного моменту, обертання), зазвичай використовуваний для з'єднання елементів передачі на певній відстані, зокрема, коли потрібно забезпечити відносний рух між ними. З цією метою для зчленування окремих складових приводного вала застосовуються кардани, кулачкові муфти або рухомі фланцеві з'єднання.

## Історія
Поява слова driveshaft («приводний вал») в англійській мові належить до середини XIX століття. У перевиданні 1861 року патенту на рейсмусовий верстат цей термін вжито щодо вала, урухомлюваного пасовим приводом. У першому виданні патенту (1860 р.) термін не вживався. Інший вжиток засвідчено теж 1861 року: в перевиданні патенту на кінну косарку Дж. Воткінса й Р. Брайсона, де ним позначався з'єднувальний вал від коліс до зубчастої передачі різального механізму.
У 1890-х термін почав уживатися в сенсі, близькому до сучасного. Наприклад, у 1891 р. Р. Беттлз називав ним вал між трансмісією і візками рушійних колісних пар на свому паровозі Climax, а В. Стіллман — вал, що сполучував колінвал із задньою віссю його валоприводного велосипеда. У 1899 р. Д. Б'юкі використовував цей термін, описуючи вал для передачі зусилля від колеса до обладнання через кардан у його кінному приводі. Того ж року Ч. Кларк вжив його для позначення вала, що передавав обертання від трансмісії до гребного вала (також через кардан) водного велосипеда. Ч. Кромптон у 1903 р. так називав вал мід трансмісією і ведучою віссю його парового автомобіля.
Першим застосував приводний вал в автомобілі Луї Рено в 1899 р. У зібранні Смітсонівської установи перебуває один з перших автомобілів з приводним валом — новатора в галузі автомобілебудування компанії Autocar, побудований 1901 року.

## Автотранспорт

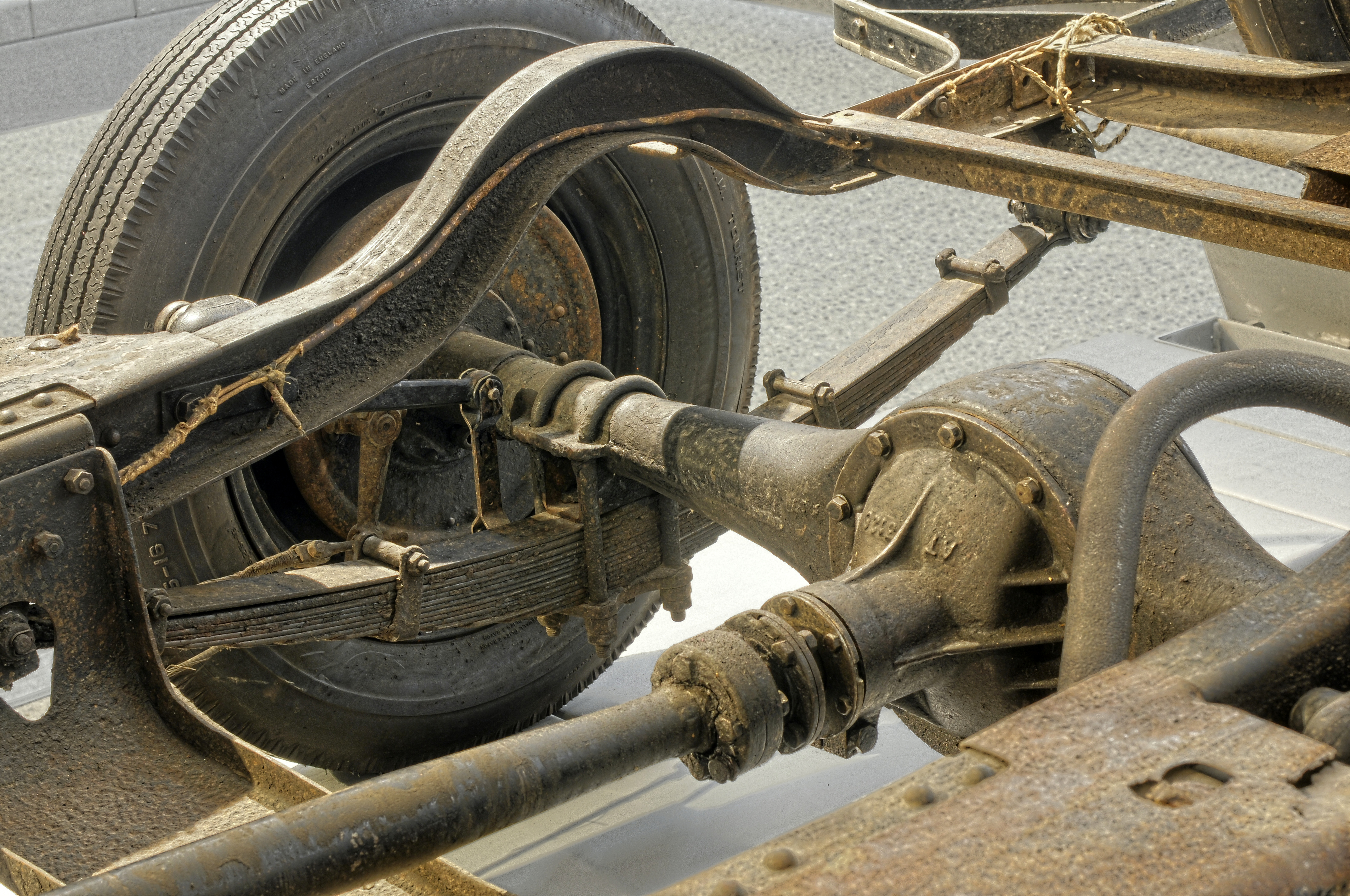
Задній міст, диференціал, підвіска і приводний вал автомобіля Škoda 422

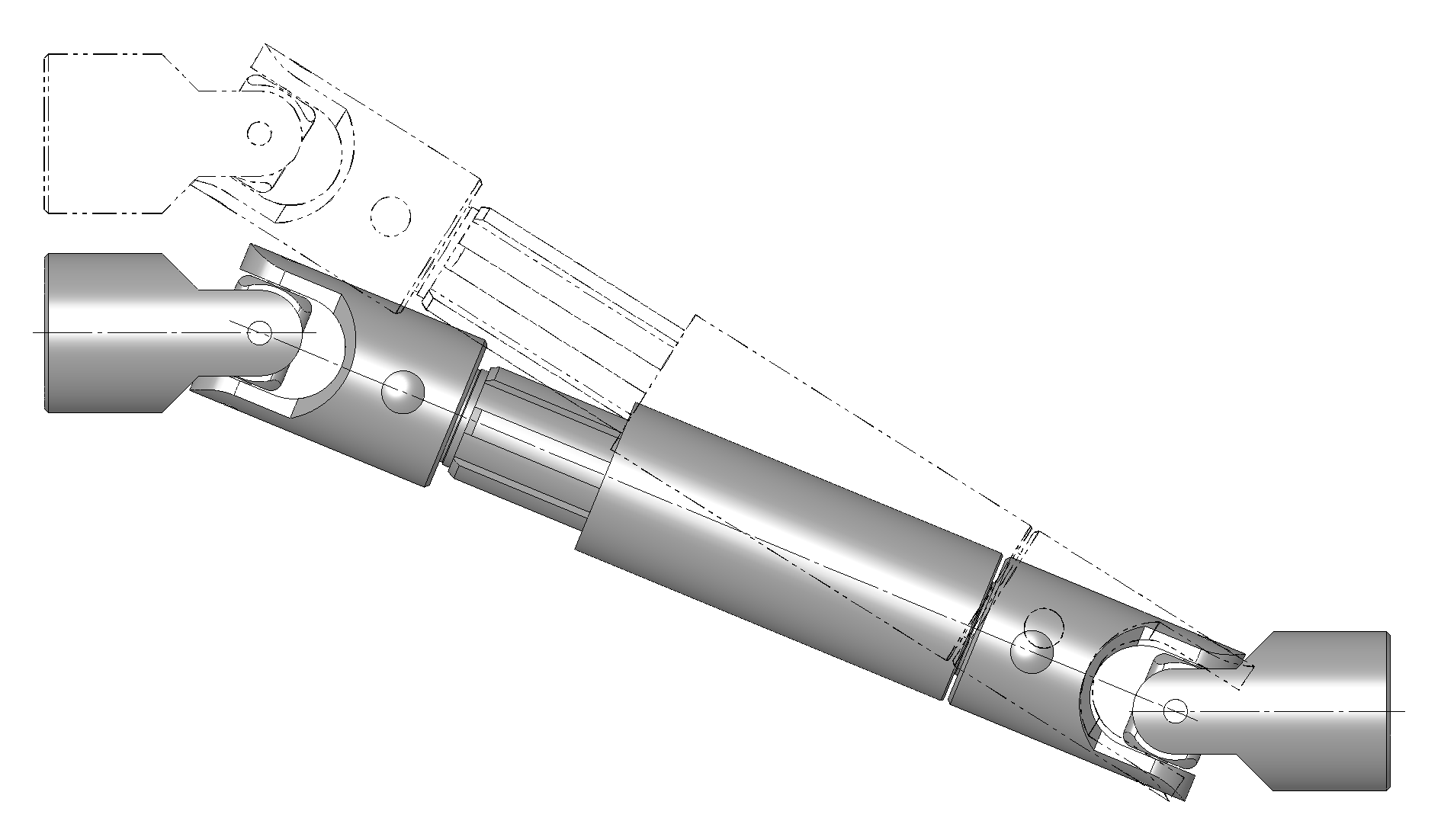
Односекційний карданний вал (пунктиром показано його подовження)

На автомобілях приводний вал використовується для передачі обертального моменту від коробки передач до диференціала ведучого моста. Автомобільний приводний вал споряджається карданними зленуваннями, тому він зазвичай називається карданний вал («кардан»). Приводний карданний вал частіше застосовують на задньому ведучому мості, на передньому його використовують рідше. Двома карданними валами (переднім і заднім) обладнують деякі моделі повноприводних автомобілів (напр., «Нива»), на вантажних автомобілях з ведучими задніми мостами є два задніх карданних вали. На автомобілях з роздавальною коробкою буває 3 і більше приводних валів: один з'єднує роздавальну коробку з коробкою передач, решта — йдуть від роздавальної коробки до ведучих мостів.
Приводний вал автомобіля повинен забезпечувати передачі обертального моменту від коробки передач до диференціала при постійних змінах кута між трансмісією і ведучим мостом, які неминучі внаслідок використовування підвіски.
Розміри і маса приводного вала розрізняються залежно від габаритів автомобіля. Він може складатися з однієї чи кількох секцій. Односекційний вал має два зчленування і складається з таких основних елементів: центральної частини (зазвичай виконаної порожнистою, у вигляді труби) з прикріпленою вилкою (зварним або роз'ємним з'єднанням), двох фланців-вилок, ковзальної вилки, двох хрестовин і обойми. Ковзальна вилка входить у муфту центральної частини, утворюючи шліцьове з'єднання: воно уможливлює невеликі зміни довжини приводного вала, що необхідно при роботі підвіски, особливо при проходженні перешкод. Обойма закриває частину ковзальної вилки зі шліцами. Вилка центральної частини і ковзальна вилка хрестовинами з'єднуються з фланцями-вилками, утворюючи карданні шарніри. Один фланець-вилка з'єднується з фланцем вторинного вала коробки передач, друга — з фланцем ведучої шестірні головної передачі.
В автомобілях з ведучими заднім і середнім мостами приводний вал заднього моста з'єднується з диференціалом середнього.

### Приводні вали ведучих коліс
Окрім того, «приводним валом» іноді називають піввісь — вал, що передає обертальний момент від диференціала до ведучого колеса. На керованих ведучих мостах півосі містять у собі карданні шарніри, але частіше для цього використовуються шарніри рівних кутових швидкостей.

## Залізничний транспорт

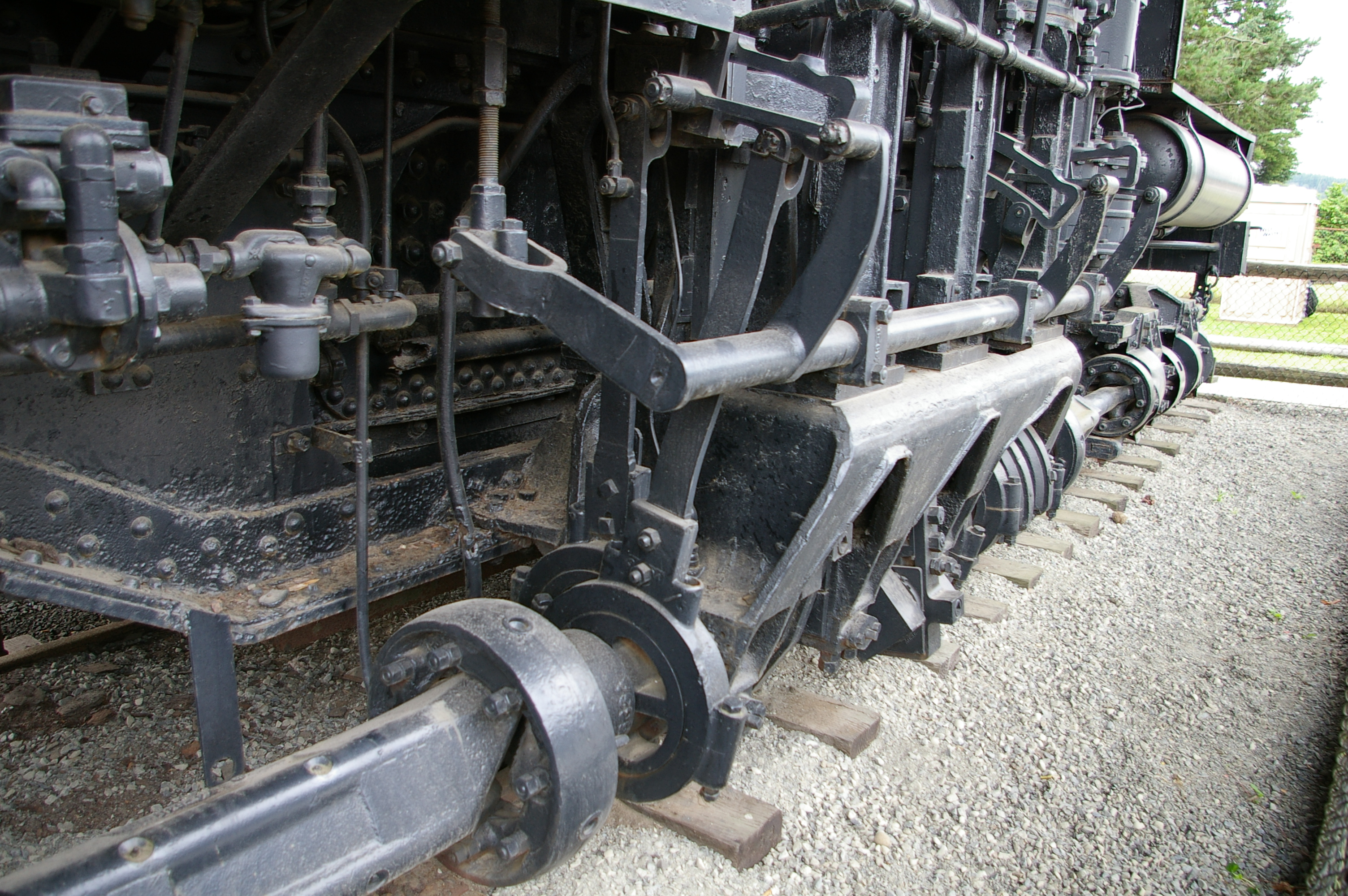
Задній приводний вал, колінвал і передній приводний вал паровоза Шея

На залізничному транспорті приводні вали застосовуються рідко: на більшості типів локомотивів: обертальний момент або створюється шатуном за допомогою кривошипа безпосередньо на осі ведучої колісної пари (паровози), або передається з вала тягового електродвигуна на вісь через зубчасту передачу (електровози, тепловози, електропоїзди).
Редукторні паровози (систем Шея, Гейслера і «Клімакс»), розроблені в XIX столітті, для сполучення центрально розташованої багатоциліндрової машини з ведучими візками використовували передачу з порожнистим валом — пристроєм, що уможливлював веденому валу пересуватися всередині порожнистого ведучого. На кінцях приводних валів у їхньому сполученні із зубчастими колесами візків і з колінвалом (або з трансмісією, або з іншим візком) використовувалося карданне зчленування. Передача з порожнистим валом робила можливим змінювати довжину приводного вала, а карданні зчленування — здійснювати повороти візків при проходженні викривлень (дуг) колії.
Карданні вали використовуються також у деяких тепловозах (переважно дизель-гідравлічних, таких як British Rail Class 52) і електровозах (наприклад, British Rail Class 91), дизель-поїздах.

## Водний транспорт

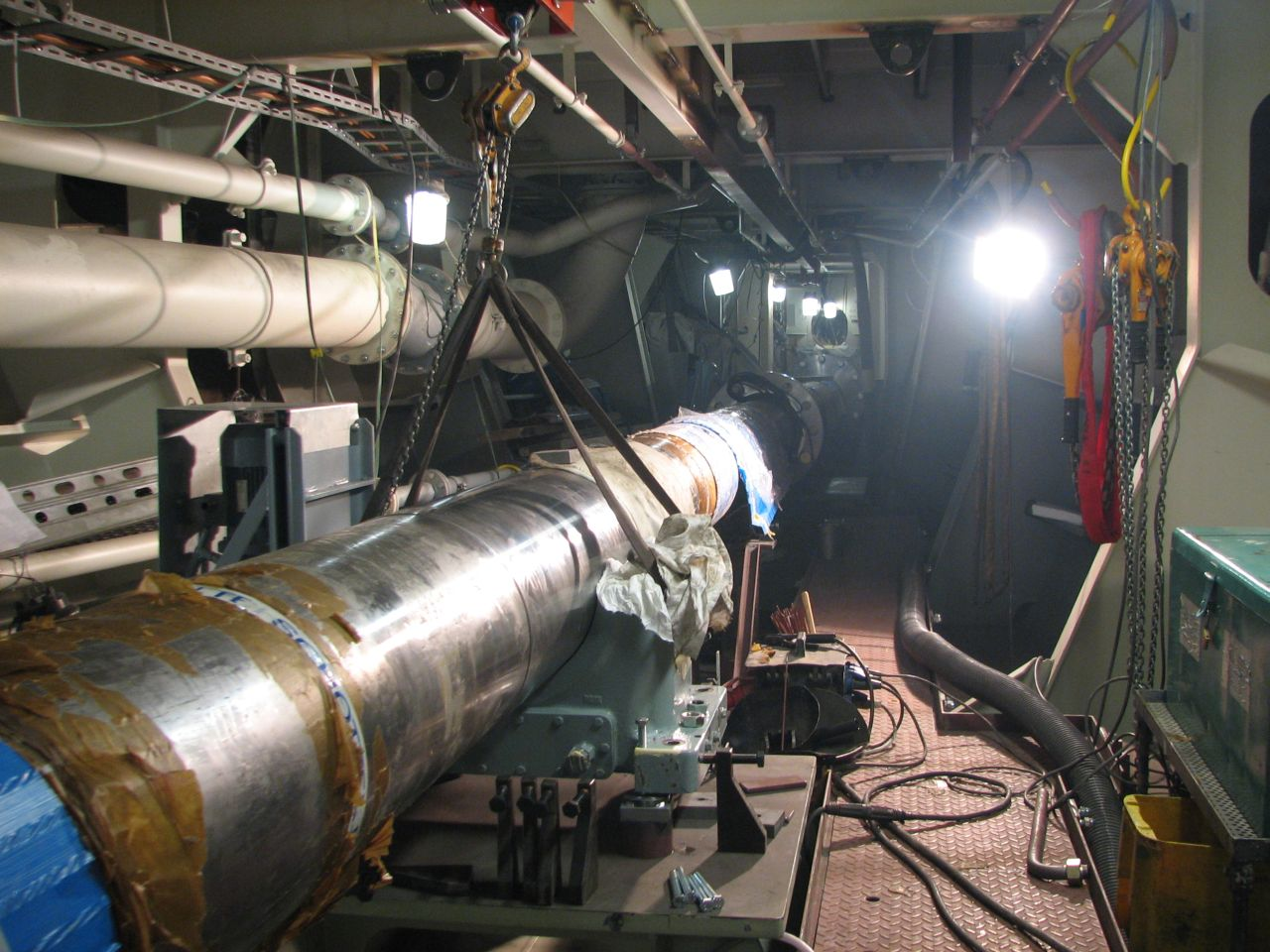
Проміжний вал у коридорі.

На суднах з механічним рушієм приводний вал з'єднує гвинт (гребне колесо) з судновим двигуном (дизелем, турбіною, паровою машиною та ін.) і називається гребним валом. У гвинтових суден залежно від кількості гвинтів може бути один чи кілька гребних валів. Гребний вал гвинтового судна (валопровід) складається з таких частин: власно гребного вала, до якого кріпиться гвинт, дейдвудного вала, проміжного або коридорного вала, упорного вала. Всі вали з'єднуються між собою за допомогою фланців і болтів. Дейдвудний вал проходить усередині труби, встановленої в кормовому дейдвуді (дейдвудної труби) спорядженої сальником (разом все називається дейдвудним пристроєм) для запобігання потраплянню води у внутрішні приміщення судна. На одногвинтових суднах гребний вал є водночас і дейдвудним валом (проходить через ахтерштевень). Проміжний вал з'єднує дейдвудний і упорний вали, він називається також коридорним, бо проходить усередині коридора вала — тунеля, що йде від машинного відділення до кормової перебірки, ізолюючи вал від сусідніх приміщень. Упорний вал передає судну упорний тиск, що розвивається гвинтом, і встановлюється на упорні вальниці. До упорного вала приєднується колінчастий вал поршневої машини (дизеля, парової машини), або вал турбіни (на турбінних установках з передачею — вал з великою шестірнею).

## Велосипед
Вальний велосипедний привод був запатентований наприкінці XIX століття, але не отримав широкого поширення внаслідок складної технології виробництва й неможливості зміни передатного відношення трансмісії. Вже в першому десятилітті XXI століття розвиток технологій дозволив зрівняти передатні відношення ланцюгових приводів і редукторів усередині втулки, що призвело до появи на ринку невеликої кількості серійних велосипедів з вальними приводами.